# Cesta od renesance k baroku
Cesta od renesance k baroku je turistická trasa, resp. historická naučná stezka v Moravské Třebové. Jejím smyslem je provést návštěvníky po významných historických objektech v tomto městě (viz dále Seznam kulturních památek v Moravské Třebové).

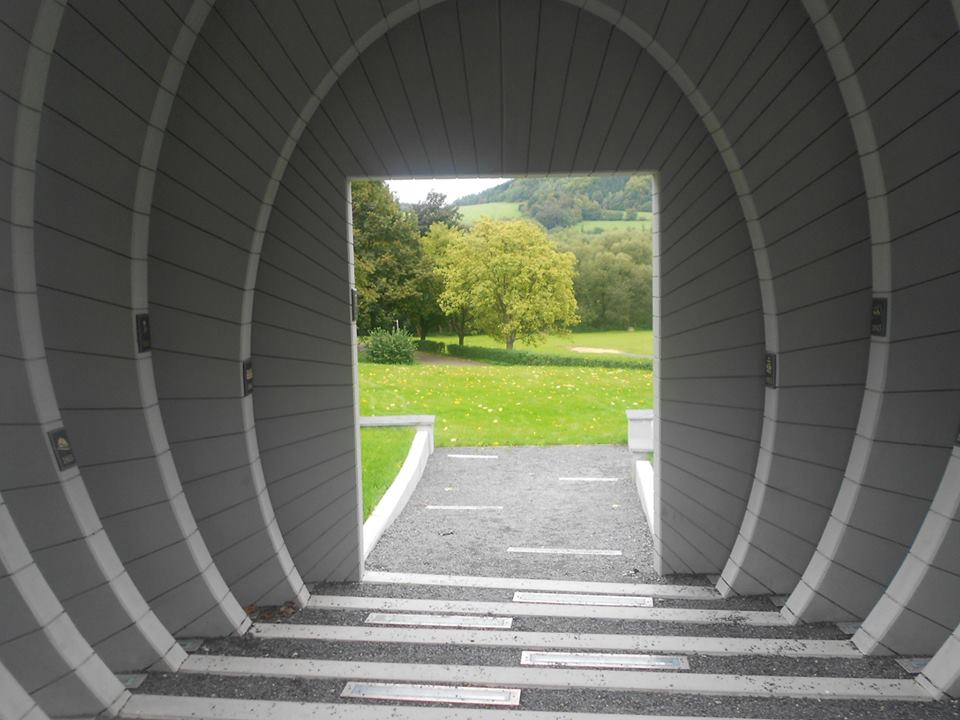
Brána času (vnitřní pohled)

Počátkem této naučné stezky je Brána času.

## Popis
Na trase se nacházejí tyto památkově chráněné objekty:
- zámek
- "Latinská" škola
- morový sloup
- Radnice
- farní kostel Nanebevzetí Panny Marie
- kamenný most sv. Jana s povodňovými deskami
- opevnění pod zámkem (hradby)
- „Schody mrtvých“ vedoucí na Křížový vrch
- hřbitovní kostel Nalezení svatého Kříže
- Lapidárium na Křížovém vrchu
- kaple v areálu Křížového vrchu
- sousoší Kalvárie

## Historie
Cesta od renesance k baroku byla slavnostně otevřena dne 11. května 2013 na zámeckém nádvoří v Moravské Třebové. 
Celá realizace získala roku 2013 titul Stavba roku v kategorii Veřejná prostranství.